# 天主教孔塔戈拉教區
天主教孔塔戈拉教區（英語：Diocese of Kontagora）是尼日利亞一個羅馬天主教教區，屬卡杜納總教區。
孔塔戈拉宗座代牧區於1995年12月15日成立。宗座代牧區於2018年時有62788名教友（佔轄區人口2.7%）、17個堂區和35名司鐸。宗座代牧區於2020年4月2日升為教區，管轄尼日爾州和凱比州，面積為46000平方公里。現任教區主教為保祿·道瓦·約翰納，榮休宗座代牧為弟茂德·卡羅爾。